# On se connaît… ou pas
Pour plus de détails, voir Fiche technique et Distribution.
On se connaît… ou pas (أصحاب… ولا أعزّ, litt Amis… et pas plus chers) est une comédie dramatique réalisé par Wissam Smayra.
Au casting : Mona Zaki, Eyad Nassar, Adel Karam et Nadine Labaki. Le film est une adaptation du film italien Perfetti sconosciuti.
On se connaît… ou pas est le premier film arabe de Netflix basé sur le long métrage italien à succès du même nom.

## Synopsis
Le film tourne autour d'un groupe de sept amis qui se réunissent pour dîner et décident de jouer à un jeu où tout le monde pose son téléphone sur la table du dîner, à condition que tous les nouveaux messages ou appels se fassent à la vue de tous. Bientôt, le jeu, qui était initialement amusant et intéressant, se transforme en un barrage de scandales et de secrets que personne ne connaissait, y compris les meilleurs amis.

## Fiche technique
Sauf indication contraire, les informations mentionnées dans cette section peuvent être confirmées par la base de données cinématographiques IMDb,  présente dans la section « Liens externes ».
- Titre original : أصحاب… ولا أعزّ (As'hab… wa'la a'az)
- Titre français et québécois : On se connaît... ou pas
- Réalisation : Wissam Smayra
- Société de distribution : Netflix
- Pays de production :  Liban,  Émirats arabes unis,  Égypte
- Langue originale : Arabe
- Format : couleur - Dolby Digital
- Genre : Comédie dramatique
- Durée : 99 minutes
- Date de sortie :
  - Monde : 20 janvier 2022 (Netflix)

## Distribution
- Nadine Labaki (VF : Anne Rondeleux)[4] : May
- Mona Zaki (VF : Marie Zidi) : Maryam
- Iyad Nassar (VF : Sylvain Agaesse) : Sherif
- Georges Khabbaz (VF : Sacha Petronijevic) : Walid
- Adel Karam (VF : Serge Faliu) : Ziad
- Fouad Yammine (VF: Valérie Schatz) : Rabih
- Diamand Abou Abboud (VF : Anne Tilloy) : Jana
- Raymonde Saade Azar (VF : Brigitte Berges) : Grand-mère
- Sinead Chaaya (VF : Emmylou Homs) : Sophie
- Mona Saliba : Présentatrice à la Télévision

Version Française

Studio d'enregistrement : Hiventy
Adaptation : Elizabeth Prinvault
Direction artistique : Josy Bernard 